# Klara Dan von Neumann
Klára (Klari) Dán von Neumann (né Klára Dán le 18 août 1911 et morte le 10 novembre 1963) est une informaticienne hungaro-américaine. Elle est considérée comme l'une des premières programmeuses informatiques.

## Biographie
Klára Dán est née à Budapest, en Hongrie, le 18 août 1911 de Károly Dán et Kamilla Stadler, un riche couple juif,. Son père a servi dans l'armée austro-hongroise comme officier pendant la Première Guerre mondiale. La famille a déménagé à Vienne pour échapper à la république soviétique hongroise de Béla Kun. Une fois le régime renversé, elle retourne vivre à Budapest.
À 14 ans, Klára Dán est championne nationale de patinage artistique. Elle suit les cours à l'école pour femmes Pálné Veres à Budapest. Elle est diplômée en 1929.
Klára Dán épouse Ferenc Engel en 1931 puis Andor Rapoch en 1936. Elle rencontre le mathématicien hongrois John von Neumann lors d'un voyage qu'il effectue à Budapest avant le déclenchement de la Seconde Guerre mondiale. En 1938, John von Neumann et Klára Dán ont chacun divorcé. Ils se marient et partent émigrer aux États-Unis. John von Neumann occupe un poste de professeur à l'Université de Princeton. En 1943, il déménage au Los Alamos National Laboratory au Nouveau-Mexique pour travailler sur des calculs dans le cadre du projet Manhattan. Klára Dán reste à Princeton jusqu'en 1946, travaillant au bureau de recherche démographique de l'université.
Après la guerre, Klára Dán rejoint John von Neumann au Nouveau-Mexique pour programmer la machine MANIAC I. Cet ordinateur conçu par John von Neumann et Julian Bigelow pouvait stocker des données,. Elle a ensuite travaillé sur l'ENIAC (Electronic Numerical Integrator and Computer) sur un projet avec John von Neumann pour produire les premières prévisions météorologiques sur ordinateur. Klára Dán conçoit de nouveaux contrôles pour l'ENIAC. Elle est l'une des principales programmeuses,. Elle a formé un groupe de personnes issues du projet Manhattan pour stocker des programmes sous forme de code binaire.
Après la mort de John von Neumann d'un cancer en 1956, Klára Dán écrit la préface des conférences Silliman (en). Les conférences ont été publiées en 1958, puis éditées et publiées par Yale University Press sous le nom de Computer and the Brain.
Klára Dán épouse l'océanographe et physicien Carl Eckart en 1958 et déménage à La Jolla, en Californie. En 1963, elle est retrouvée morte noyée sur la plage de La Jolla. Le bureau du coroner de San Diego conclut à un suicide.